# Herrera de Alcántara
Herrera de Alcántara è un comune spagnolo di 310 abitanti situato nella comunità autonoma dell'Estremadura.